# Stazione di Saline Joniche OGR
La stazione di Saline Joniche OGR era una stazione ferroviaria posta sulla ferrovia Jonica. Era stata costruita per servire i dipendenti delle Officine Grandi Riparazioni di Saline Joniche, a cui era collegata da un sovrappasso pedonale coperto che giungeva all'area parcheggio. La stazione contava 1 binario.

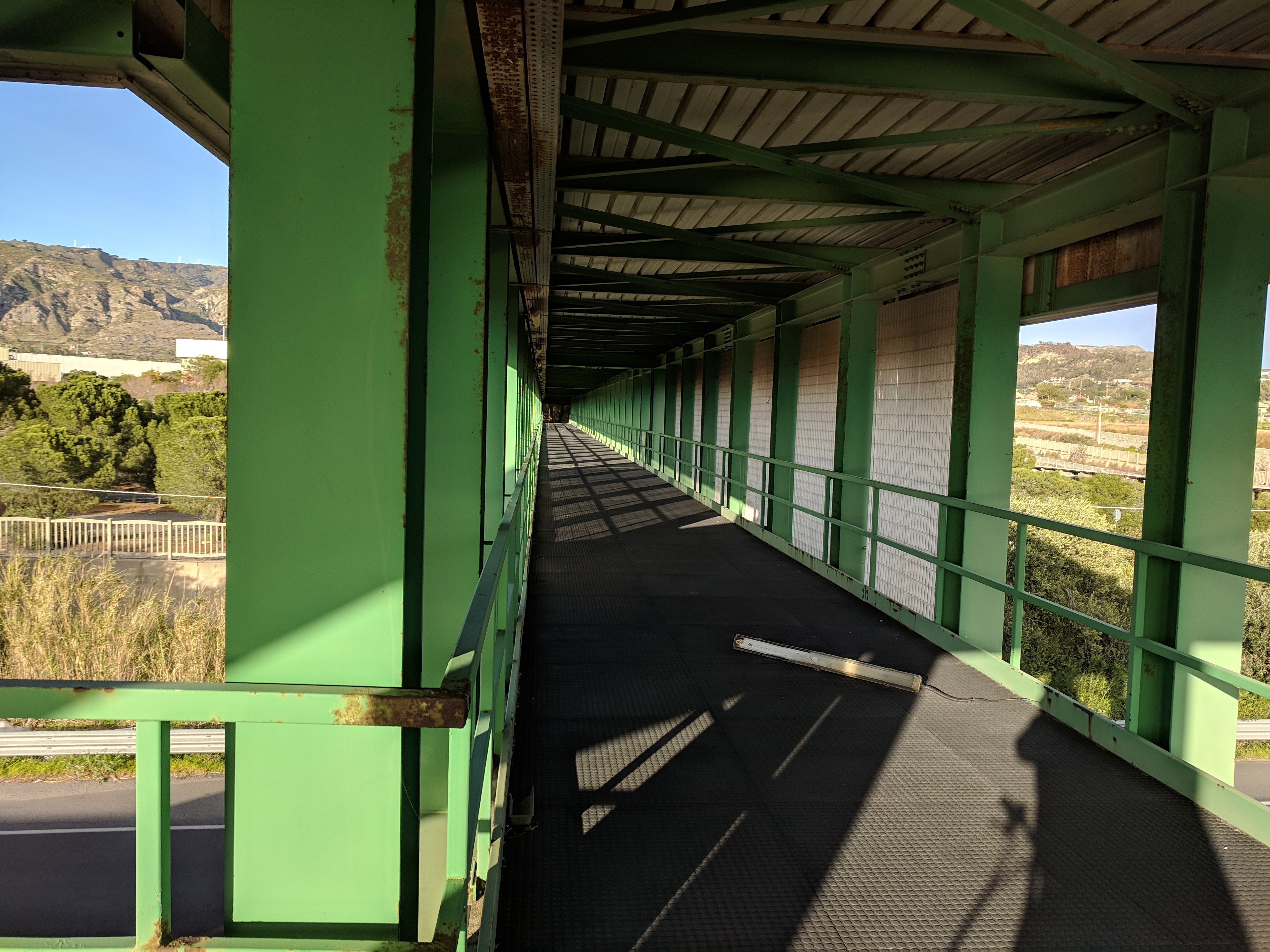
Sovrappasso pedonale coperto